# Oppidum Závist

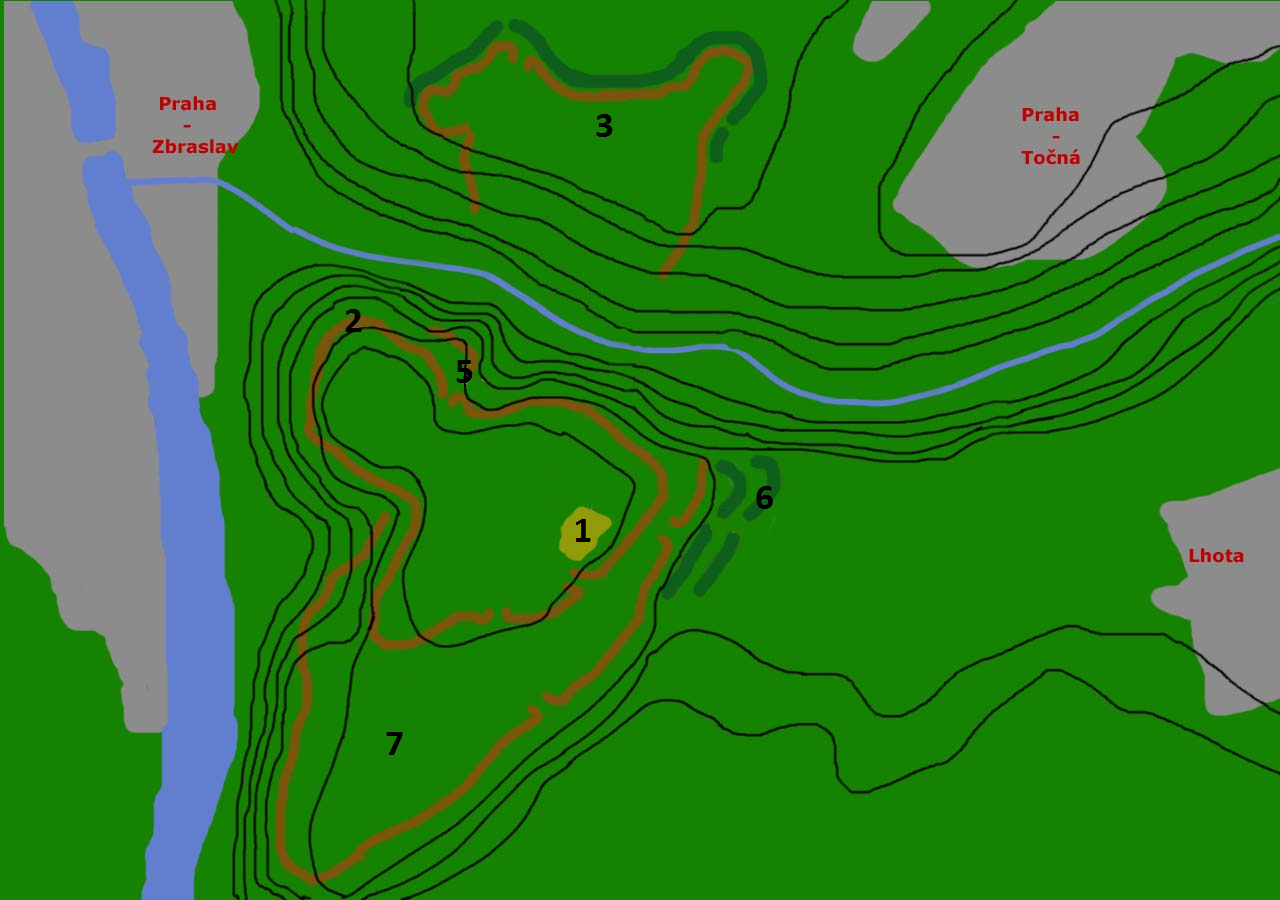
Oppidum Závist:
1 – Akropolis
2 – Hohe Bastei
3 – Šance (Naturschutzgebiet)
4 – Portal A
5 – Portal D
6 – Burggraben
7 – Vorhof

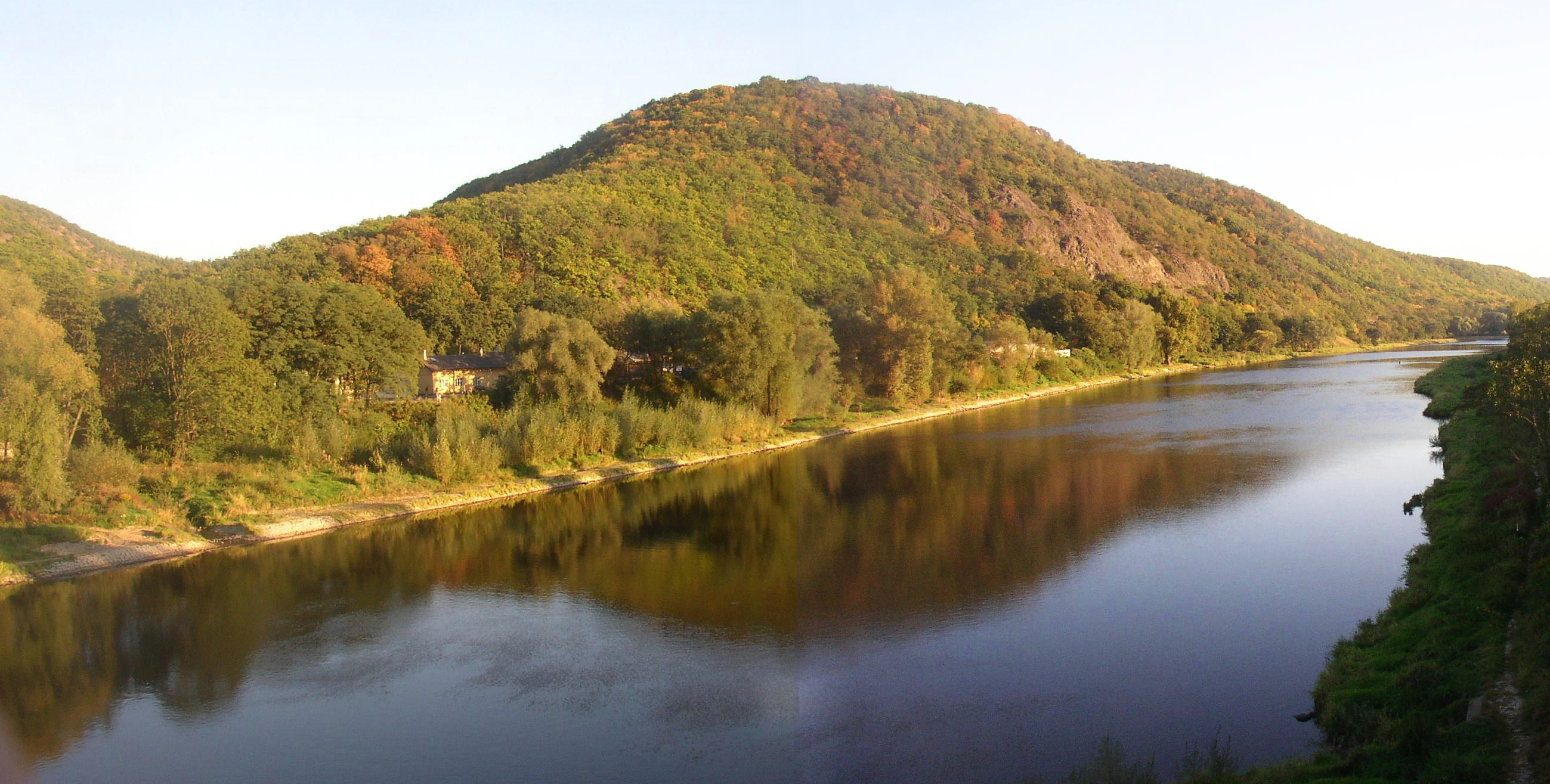
Blick auf das Oppidum Závist von der Brücke Závodu míru an der Moldau

Das Oppidum Závist befindet sich auf dem Gebiet der Gemeinde Dolní Břežany in 391 Meter Höhe über dem rechten Ufer der Moldau nahe der Einmündung des Flusses Berounka. Es bestand vom 6. Jahrhundert bis 20 v. Chr.

## Geschichte
Es erstreckte sich in seiner größten Ausdehnung auf eine Fläche von rund 150 Hektar, die von Verteidigungsanlagen von fast 10 km Länge umgeben waren. Der Hügel wird Hradiště ob Závist genannt. Das Oppidum bestand seit dem 6. Jahrhundert vor Christus, wobei der Platz bereits mindestens seit der Spätbronzezeit besiedelt war. Funde mit Herkunft aus Süddeutschland und der heutigen Schweiz, Frankreich und Spanien, dem Ostalpengebiet, dem Balkan bis zum Schwarzen Meer beweisen europaweite Handelsbeziehungen und damit die überragende überregionale Bedeutung der Siedlung. Als Besonderheit wurde eine noch erhöhte Akropolis entdeckt, die auch ein herausragender kultischer Ort von überregionaler Funktion gewesen sein muss. Das Oppidum Závist fiel um das Jahr 20 vor Christus einem Großbrand zum Opfer, zu einer Zeit, als der hier residierende keltische Stamm der Boier von germanischen Stämmen wie den Markomannen verdrängt wurde.

## Fernverkehr
Eine wichtige Nord-Süd-Verbindung verlief entlang der Moldau und der Höhensiedlungen Závist, Hrazany, Nevězice (bei Orlík) und Třísov (bei Krummau) durch den Böhmerwald und den Haselgraben bis zum Oppidum Gründberg im Linzer Donauraum.

## Trivia
Der Asteroid (7440) Závist wurde nach der Fundstelle benannt.